# Rifle, Colorado
Rifle är en stad (city) i Garfield County, i delstaten Colorado, USA. Enligt United States Census Bureau har staden en folkmängd på 9 172 invånare (2011) och en landarea på 14,5 km².